# Svart mullbär
Svart mullbär (Morus nigra/Damaskus mullbär) är en art i mullbärssläktet och familjen mullbärsväxter. Arten är inte känd som vildväxande, men tros härstamma från Främre Asien (Iran).
Svart mullbär är ett träd på upp till 10 meter. De unga grenarna är dunhåriga. Bladen är äggrunda, ibland med 2-3 flikar, 7-12 cm långa och 5-10 cm breda, eller större på långskott, de är strävhåriga på ovansidan och dunhåriga på undersidan. Bladkanterna har rundade tänder, basen är hjärtlik, spetsen är utdragen.
Hanblommorna sitter i ax som blir 2,5 cm långa. Frukten är saftig, något syrlig och rödsvart. Den omogna frukten är giftig.
Växtens bär används som mat och i den traditionella medicinen.

## Utbredning
Arten odlas i subtropiska och tempererade regioner av Europa, Asien, Afrika samt Nord- och Sydamerika. Den växer i låglandet och i bergstrakter upp till 4000 meter över havet. Svart mullbär hittas i olika jordarter.

## Hot
Inga ursprungliga populationer är kända. IUCN listar arten med kunskapsbrist (DD).

## Sorter
- 'Black Persian' - får stora svarta frukter, över 2,5 cm långa och nästan lika vida. Välsmakande med syrlig smak.
- 'Chelsea' - får långa, mörkt mullbärsröda frukter med god smak. Fungerar lika bra som färska, torkade, konserverade eller som bas till vin. Trädet bär tidigt, redan efter 2-3 år.
- 'Kaester' - introducerad 1971 av Nelson Westree, Los Angeles. Frukterna är stora och utdragna, till 4 cm långa och 1,2 cm i diameter. De är djupt purpursvarta eller svarta som mogna med klarröd saft. Smaken är söt med god balans mellan sötma och syra. Trädet är rikbärande och lättförökat med sticklingar.
- 'Wellington' - får medelstora (3 × 1 cm), smala och cylindriska frukter. De är svartröda och mognar under flera veckor. Trädet är mycket produktivt.

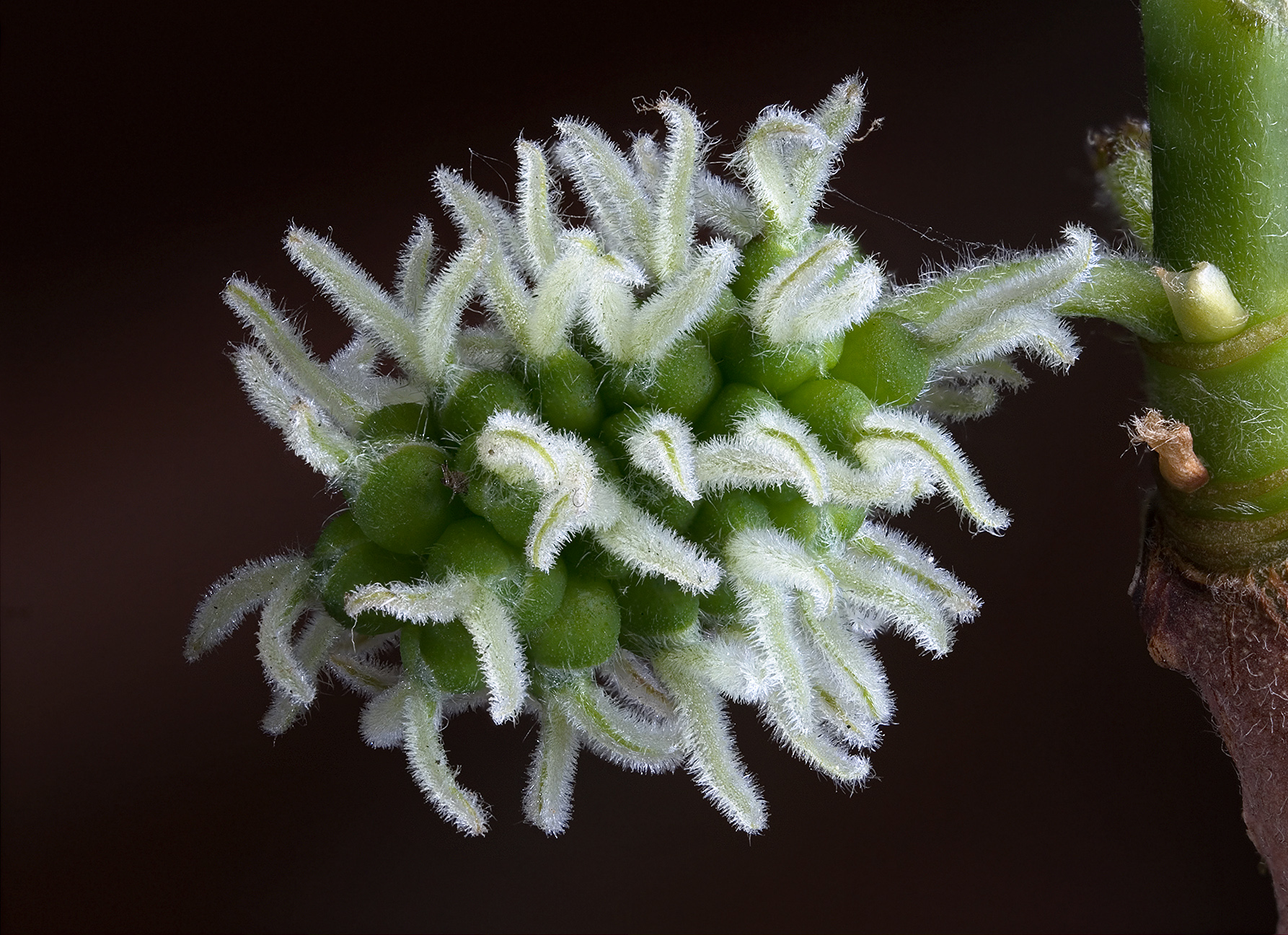
En samling honblommor hos svart mullbär. Blommorna består bara av pistiller.

Andra sorter är 'Black English' och 'Chirtout'.

## Synonymer
Morus scabra Moretti
Morus laciniata Mill.